# Sesimbra
Sesimbra ist eine Kleinstadt (Vila) in Portugal. Sie liegt auf der Halbinsel von Setúbal in der Região de Lisboa.
Sesimbra ist der portugiesische Vertreter in der Douzelage, eine Vereinigung von jeweils einer Kommune eines jeden Landes der Europäischen Union.
Die Firma Deltrain gehört zu den bekanntesten Unternehmen aus Sesimbra. Deltrain stellt touristische Bummelzüge her, die in alle Welt exportiert werden.

## Geschichte
Sesimbra wurde 1201 gegründet und bekam das Stadtrecht im Jahre 1323.

## Verwaltung

### Kreis Sesimbra
Sesimbra ist Sitz eines gleichnamigen Kreises (Concelho) im Distrikt Setúbal. Am 19. April 2021 hatte der Kreis 52.384 Einwohner auf einer Fläche von 195,5 km².
Die Nachbarkreise sind (im Uhrzeigersinn im Norden beginnend): Almada, Seixal, Barreiro, Setúbal sowie der Atlantische Ozean.
Die folgenden Gemeinden (Freguesias) liegen im Kreis Sesimbra:

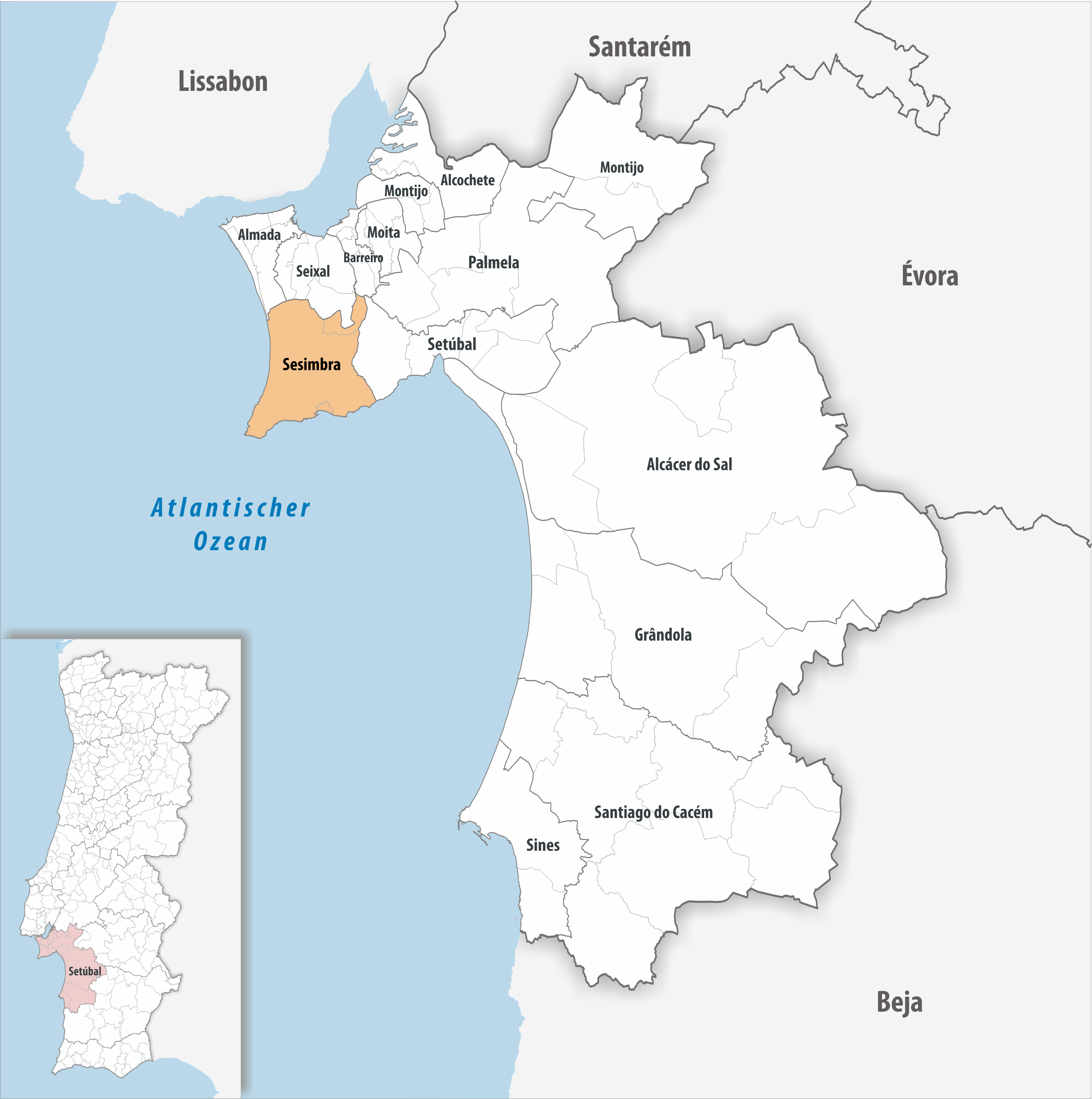
Kreis Sesimbra

| Gemeinde        | Einwohner (2021) | Fläche km² | Dichte Einw./km² | LAU- Code |
| --------------- | ---------------- | ---------- | ---------------- | --------- |
| Castelo         | 20.212           | 179,29     | 113              | 151101    |
| Quinta do Conde | 28.089           | 14,16      | 1.983            | 151103    |
| Santiago        | 4.083            | 2,02       | 2.025            | 151102    |
| Kreis Sesimbra  | 52.384           | 195,47     | 268              | 1511      |

### Bevölkerungsentwicklung
| Einwohnerzahl im Kreis Sesimbra (1801–2011) | Einwohnerzahl im Kreis Sesimbra (1801–2011) | Einwohnerzahl im Kreis Sesimbra (1801–2011) | Einwohnerzahl im Kreis Sesimbra (1801–2011) | Einwohnerzahl im Kreis Sesimbra (1801–2011) | Einwohnerzahl im Kreis Sesimbra (1801–2011) | Einwohnerzahl im Kreis Sesimbra (1801–2011) | Einwohnerzahl im Kreis Sesimbra (1801–2011) | Einwohnerzahl im Kreis Sesimbra (1801–2011) | Einwohnerzahl im Kreis Sesimbra (1801–2011) |
| ------------------------------------------- | ------------------------------------------- | ------------------------------------------- | ------------------------------------------- | ------------------------------------------- | ------------------------------------------- | ------------------------------------------- | ------------------------------------------- | ------------------------------------------- | ------------------------------------------- |
| 1801                                        | 1849                                        | 1900                                        | 1930                                        | 1960                                        | 1981                                        | 1991                                        | 2001                                        | 2008                                        | 2011                                        |
| 3.920                                       | 4.695                                       | 9.047                                       | 13.276                                      | 16.837                                      | 23.103                                      | 27.246                                      | 37.567                                      | 52.371                                      | 49.183                                      |

### Kommunaler Feiertag
- 4. Mai

### Städtepartnerschaften
Sesimbra ist Mitglied der europäischen Städtevereinigung Douzelage, der 24 Städte und Gemeinden aus je einem Land der Europäischen Union angehören.

## Kurioses
Durch die Straßenführung in der Altstadt herrscht im Verlauf der "Avenida da Liberdade" auf Höhe des "Jardim Público" auf einer Strecke von rund 30 m de facto Linksverkehr. Dies ist der einzige kurze Teil der Straße, in der der Verkehr in beide Richtungen fließen kann, alles andere ist als Einbahnstraße stadtein- bzw. stadtauswärts ausgelegt.

## Söhne und Töchter der Stadt
- Sebastião Rodrigues Soromenho (1560–1602), Kartograph und Entdeckungsreisender
- Helena Laureano (* 1967), Model und Schauspielerin
- Pedro Gil-Pedro (* 1973), Schriftsteller
- Flávio Paixão (* 1984), Fußballspieler
- Marco Paixão (* 1984), Fußballspieler
- Tiquinho (* 1985), Fußballspieler